# نوشان علیا
نوشان علیا (روستای تفریحی نوشان)، روستایی است از توابع بخش سیلوانه و در شهرستان ارومیه استان آذربایجان غربی ایران.  

## جمعیت
این روستا در دهستان دشت قرار داشته و بر اساس سرشماری سال ۱۳۸۵ جمعیت آن ۱۸۰ نفر (۳۷ خانوار) بوده است.